# اصل آلوده‌کننده می‌پردازد
"آلوده‌کننده می‌پردازد" اصلی است در حقوق مربوط به محیط زیست که در آن تصریح می‎شود شخص یا اشخاص آلوده‌کننده محیط زیست، ملزم به پرداخت هزینه‌های ناشی از صدمه به محیط زیست
هستند. در اینصورت، نه شهرداری‌ها و نه عموم مالیات‌دهندگان و مردم نقشی در تأمین مالی صدمات ایجاد شده به طبیعت و محیط زیست از مواد و روش‌های صنعتی ندارند، بلکه خود صنعت آلوده‌کننده و ضرر‌زننده به محیط زیست مسئولیت جبران خسارات ایجاد شده را به عهده دارد.

## رسمیت
اصل آلوده‌کننده می‌پردازد برای اجرایی و تبدیل به قانون شدن نیاز به رسمیت دارد. این اصل در بسیاری از مناطق دنیا از جمله در بین کشورهای عضو سازمان همکاری و توسعه اقتصادی و اتحادیه اروپا کاملاً به رسمیت شناخته شده‌است. در حقوق بین‌الملل زیست محیطی نیز این اصل در بند 16 بیانیه ریو مصوب سال 1992 ذکر شده‌است.

## تاریخچه
بر مبنای نظر تاریخ‌دان محیط زیست ژان باتیسته فرسو (Jean-Baptiste Fressoz) جبران مالی خسارت به محیط زیست در قرن نوزده در قواعد مربوط به آلودگی صنعتی محیط زیست مبنای عمل بوده‌است. او می نویسد: این اصل که الان به عنوان یک راه حل جدید پیشنهاد شده، در واقع همراه فرایند صنعتی‌سازی به دست خود صنایع قبلاً ایجاد شده‌است."

## کاربردها در حقوق محیط زیست
«اصل آلوده‌کننده می‌پردازد»، زیربنای سیاست‌های زیست‌محیطی مانند مالیات زیست‌محیطی است که اگر توسط دولت تصویب شود، انتشار گازهای گلخانه‌ای اساسا کاهش پیدا می‌کند. این اصل بر این پایه استوار است که همانطور که آلودگی برای شخص یا صنعت مسئول آلودگی اجتناب ناپذیر است، او باید مبلغی را برای احیای محیطی را که آلوده کرده است بپردازد.

### استرالیا
ایالت نیو ساوت ولز در استرالیا اصل پرداخت آلاینده را با اصول دیگر توسعه پایدار از نظر زیست محیطی در اهداف سازمان حفاظت از محیط زیست وارد کرده است.

### کانادا
تنظیم‌کننده انرژی کانادا حکم می‌کند که شرکت‌های نفتی باید برای در مقابل هر گونه آلودگی زیست‌محیطی ناشی از نشت آلاینده به هوا یا دریا هزینه بپردازند. این دستور، شرکت‌های نفتی را ملزم می‌کند تا خسارات وارده را صرف‌نظر از این که نشت آلودگی تقصیر آنها بوده یا نه، پرداخت کنند.

### اتحادیه اروپا
معاهده عملکرد اتحادیه اروپا و دستورالعمل 2004/35/EC پارلمان اروپا مورخ ۲۱ آوریل ۲۰۰۴ درباره «مسئولیت زیست‌محیطی در خصوص پیشگیری و اصلاح آسیب‌های زیست‌محیطی» بر «اصل آلوده‌کننده می‌پردازد»، استوار است. این دستورالعمل در ۳۰ آوریل ۲۰۰۴ لازم الاجرا شد. کشورهای عضو سه سال اجازه داشتند این دستورالعمل را به قوانین داخلی خود منتقل کنند که تا ژوئیه ۲۰۱۰ همه آنها این دستورالعمل را اجرا کردند.

### فرانسه
در فرانسه، قوانین مربوط به «اصل آلوده کننده می‌پردازد»، وارد منشور محیط زیست شده است. همه (شخصیت‌های حقیقی و یا حقوقی) ملزم هستند طبق قانون، هرگونه آسیبی که به محیط زیست وارد میکنند را جبران نمایند.

### غنا
در غنا، اصل «آلوده کننده می‌پردازد» در سال ۲۰۱۱ تصویب شد.

### سوئد
«اصل آلاینده می‌پردازد»، به عنوان مسئولیت توسعه‌یافته تولید کننده هم شناخته می‌شود. این مفهومی است که احتمالاً اولین بار در سال ۱۹۹۰ توسط توماس لیندکویست برای دولت سوئد تعریف شد. با این اصل مسئولیت رسیدگی به زباله از دولت به نهادهای تولید کننده زباله منتقل میشود. به این ترتیب تولید‌کنندگان، ضایعات زباله را کاهش داده و امکان استفاده مجدد و بازیافت آن افزایش داده میشود. سازمان همکاری و توسعه اقتصادی مسئولیت توسعه یافته تولید کننده را اینگونه تعریف می کند که تولیدکنندگان و واردکنندگان محصولات باید مسئولیت تأثیرات زیست‌محیطی در چرخه عمر محصول، از جمله در انتخاب مواد و تأثیرات فرآیند تولید را بر عهده بگیرند. برای این کار باید هنگام طراحی تولید محصولات به حداقل رساندن اثرات زیست محیطی ناشی از استفاده و دفع محصولات را در نظر داشته باشند.

### انگلستان
اجرای اصل «آلوده کننده می‌پردازد» در سال ۱۹۹۰ به قوانین حفاظت از محیط زیست اضافه شد. این قانون بر اساس مقررات پیشگیری و اصلاح «آسیب‌های محیط زیست» در ۲۰۰۹ برای انگلستان و ولز ایجاد شده است.

### ایالات متحده آمریکا
این اصل در تمام قوانین اصلی کنترل آلودگی ایالات متحده لازم‌الاجرا است. قوانینی مانند: لایحه هوای پاک، قانون آب پاک، قانون حفاظت و بازیابی منابع (مدیریت پسماند جامد و زباله‌های خطرناک) و قانون پاسخگویی جامع (Superfund) برای پاکسازی محل‌های زباله متروکه.
برخی از مالیات‌های زیست‌محیطی که مربوط به اصل آلاینده می‌پردازد عبارتند از: 
- مالیات برای وسایل نقلیه موتوری گاز‌سوز
- این اصل برای خودروهای مربوطه به قانون میانگین مصرف سوخت در ایالات متحده (خودروها و کامیون‌های سبک، ون و وسایل نقلیه کاربردی ورزشی) نیز لازم‌الاجرا میباشد.
- قانون Superfund نیز آلاینده‌ها را ملزم می‌کند که هزینه پاکسازی مکان‌های زباله خطرناک، زمانی که آلاینده‌ها قابل شناسایی هستند را پرداخت کنند.[۲۱]

### زیمباوه
قانون مدیریت زیست‌محیطی زیمباوه در سال ۲۰۰۲ تخلیه آلاینده‌ها به محیط زیست را ممنوع کرده است. مطابق با اصل «آلوده‌کننده می‌پردازد»، این قانون آلوده‌کننده را ملزم می‌کند تا هزینه‌های مربوط به پاکسازی و جبران آلودگی محیط زیست را تامین کند.

### در حقوق بین الملل محیط زیست
التزام به این اصل در حقوق بین‌الملل محیط زیست، در اصل ۱۶ اعلامیه ریو تصویب شده در اجلاس زمین که توسط سازمان ملل در ریودوژانیرو-برزیل در مورد «محیط زیست و توسعه» در ۱۹۹۲ برگزار شد ذکر شده است.